# Цермат
Цермат је општина у округу Виспа са немачким говорним подручјем кантона Валис у Швајцарској.
Град се налази на горњем крају Матертала на надморској висини од 1.620 m, у подножју највиших врхова Швајцарске. Удаљен је око 10 km од Теодуловог пролаза који је висок 3.291,84 m и представља границу са Италијом.
Цермат је познат по планинарењу и скијалиштима у швајцарским Алпима. До средине 19. века био је претежно пољопривредна заједница; први и трагични успон на Матерхорн 1865. Био је праћен великим порастом планинара који су преплавили село, што је довело до изградње многих туристичких објеката. Током целе године (од 2015) број становника је 5.759, мада може постојати неколико пута више туриста у Цермату у било ком тренутку. Већина локалне економије је заснована на туризму, са око половином запослених у хотелима и ресторанима. Нешто преко једне трећине становништа је рођено у Цермату, док су се остали становници доселили из других крајева Швајцарске.

## Географија

### Клима
| Клима Цермата (1981—2010)     | Клима Цермата (1981—2010) | Клима Цермата (1981—2010) | Клима Цермата (1981—2010) | Клима Цермата (1981—2010) | Клима Цермата (1981—2010) | Клима Цермата (1981—2010) | Клима Цермата (1981—2010) | Клима Цермата (1981—2010) | Клима Цермата (1981—2010) | Клима Цермата (1981—2010) | Клима Цермата (1981—2010) | Клима Цермата (1981—2010) | Клима Цермата (1981—2010) |
| Показатељ \ Месец             | .Јан.                     | .Феб.                     | .Мар.                     | .Апр.                     | .Мај.                     | .Јун.                     | .Јул.                     | .Авг.                     | .Сеп.                     | .Окт.                     | .Нов.                     | .Дец.                     | .Год.                     |
| ----------------------------- | ------------------------- | ------------------------- | ------------------------- | ------------------------- | ------------------------- | ------------------------- | ------------------------- | ------------------------- | ------------------------- | ------------------------- | ------------------------- | ------------------------- | ------------------------- |
| Максимум, °C (°F)             | 0,7 (33,3)                | 1,5 (34,7)                | 4,9 (40,8)                | 8,7 (47,7)                | 13,5 (56,3)               | 17,0 (62,6)               | 19,9 (67,8)               | 19,1 (66,4)               | 15,2 (59,4)               | 11,2 (52,2)               | 4,8 (40,6)                | 1,3 (34,3)                | 9,82 (49,68)              |
| Просек, °C (°F)               | −4,2 (24,4)               | −3,7 (25,3)               | −0,4 (31,3)               | 3,1 (37,6)                | 7,8 (46)                  | 11,0 (51,8)               | 13,4 (56,1)               | 12,7 (54,9)               | 9,2 (48,6)                | 5,3 (41,5)                | −0,2 (31,6)               | −3,3 (26,1)               | 4,23 (39,6)               |
| Минимум, °C (°F)              | −7,7 (18,1)               | −7,6 (18,3)               | −4,7 (23,5)               | −1,4 (29,5)               | 2,9 (37,2)                | 5,7 (42,3)                | 7,8 (46)                  | 7,7 (45,9)                | 4,6 (40,3)                | 1,1 (34)                  | −3,7 (25,3)               | −6,6 (20,1)               | −0,2 (31,6)               |
| Количина падавина, mm (in)    | 42 (1,65)                 | 35 (1,38)                 | 38 (1,5)                  | 46 (1,81)                 | 75 (2,95)                 | 67 (2,64)                 | 55 (2,17)                 | 65 (2,56)                 | 55 (2,17)                 | 60 (2,36)                 | 56 (2,2)                  | 45 (1,77)                 | 639 (25,16)               |
| Количина снега, cm (in)       | 55,5 (21,85)              | 50,7 (19,96)              | 33,3 (13,11)              | 27,4 (10,79)              | 6,4 (2,52)                | 0,2 (0,08)                | 0 (0)                     | 0 (0)                     | 0,5 (0,2)                 | 6,0 (2,36)                | 41,2 (16,22)              | 42,6 (16,77)              | 263,8 (103,86)            |
| Дани са падавинама (≥ 1.0 mm) | 6,5                       | 5,4                       | 6,0                       | 6,0                       | 9,7                       | 9,1                       | 8,7                       | 9,6                       | 7,3                       | 7,0                       | 6,6                       | 6,6                       | 88,5                      |
| Дани са снегом (≥ 1.0 cm)     | 8,0                       | 7,0                       | 5,4                       | 4,1                       | 1,3                       | 0,1                       | 0,0                       | 0,0                       | 0,1                       | 1,5                       | 5,4                       | 7,2                       | 40,1                      |
| Релативна влажност, %         | 62                        | 62                        | 61                        | 61                        | 64                        | 66                        | 64                        | 67                        | 69                        | 68                        | 67                        | 65                        | 64,7                      |
| Сунчани сати — месечни просек | 96                        | 112                       | 151                       | 145                       | 156                       | 173                       | 195                       | 182                       | 162                       | 136                       | 92                        | 85                        | 1.685                     |
| Извор: MeteoSwiss             |                           |                           |                           |                           |                           |                           |                           |                           |                           |                           |                           |                           |                           |

## Туризам
Село је „откривено“ средином 19. века од стране британских планинара, пре свега Едварда Вимпера, чије је освајање Матерхорна учинило село познатим. Матерхорн је био један од последњих алпских врхова које је требало покорити (у 1865), и прва експедиција која је стигла на врх је завршила трагично, са само троје од њих седам који су преживели спуштање.
Цермат је почетна тачка за шетње планинама, укључујући и Горњу руту која води до Француске. Жичаре превозе скијаше у зимском и планинаре у летњем периоду , већи део њих води до Клајн Матерхорна на 3.833 m, врхунац представља превој између Брајтхорна и Матерхорна који пружа предиван поглед у свим правцима. Могуће је прећи у Италију преко жичарске станице Цервиниа. Спектакуларна мрежа пруга ( Горнергратбан, највиша пруга у Европи) иде до врха Горнерграта на 3,089 m.
Заједно са једанаест других градова Цермат је члан заједнице Најбоље од Алпа.

## Образовање
У Цермату око 1988 или 33,2% становништва има завршену средњу школу, која није обавезна, и 470 или 7,8% су завршили додатно високо образовање или Универзитет. Од њих 470 који су завршили школовање, 51,1% чине швајцарски мушкарци, 21,1% чине жене швајцарског порекла, док осталих 27,8% чине страни држављани.
Током школске 2010/2011. године било је укупно 677 ученика у Цермату. Образовни систем у кантону Валис омогућава малој деци да годину дана похађају вртић, који није обавезан. Школски систем кантона захтева од ученика да заврше основну школу у трајању од 6 година. У Цермату је било укупно 24 одељења и 458 ученика у основној школи. Програм средње школе се састоји од три ниже, обавезне године школовања, затим следи од 3 до 5 година виших школа. Било је 219 средњошколаца који су похађали школу у Цермату. Све високе школе ученици су похађали у некој другој општини.

## Економија
Око половине послова у Цермату је у хотелској и ресторанској индустрији.
Од 2012. године било је укупно 6370 запослених. Од овог броја, 42 људи је радило у 19 предузећа у примарном сектору привреде. У секундарном сектору запошљен је 521 радник у 68 одвојених предузећа. Коначно, терцијарни сектор је имао 5807 радних места у 736 предузећа. У 2013. години укупно 13,7% становништва је примало социјалну помоћ.

## Партнерски градови
- Alfano
- Myōkō, Кјото